# Кадомский район
Ка́домский райо́н — административно-территориальная единица (район) и муниципальное образование (муниципальный район) на востоке Рязанской области России.
Административный центр — посёлок городского типа Кадом.

## География
Площадь района — 997 км². Район граничит на севере с Ермишинским районом, на востоке — с Республикой Мордовия, на юге — с Сасовским районом, на западе — с Пителинским районом.
Основные реки — Мокша и её притоки Вад и Ермишь.

## История
Территория, на которой расположен современный район, находилась в Тамбовской губернии, а с 1923 года это территория Рязанской губернии. После упразднения деления на волости, уезды и губернии в Центрально-Промышленной области, с 3 июня 1929 года область была переименована в Московскую.
12 июля 1929 года в составе области был образован Рязанский округ (один из 10), в составе округа был выделен и Кадомский район (один из 27). В его состав вошли следующие сельсоветы бывшего Сасовского уезда:
- из Кадомской волости: Беловский, Богдановский, Больше-Лунинский, Будаевский, Варваровский, Енкаевский, Еромчинский, Заречно-Кадомский, Заулкинский, Игнатьевский, Кадомский, Кочемировский, Краснопочинский, Кущапинский, Матчинский, Николаевский, Новоселковский, Преображенский, Рязанковский, Савинский, Симушкинский, Старокадомский, Старопошатовский, Сумерский, Труфаново-Полянский, Черменовский, Чернышевский, Юзгинский
- из Поляко-Майданской волости: Вознёсенский, Ивановский, Котелинский, Нижне-Никольский, Соловьянковский
- из Сасовской волости: Полтево-Пеньковский.

20 мая 1930 года Рязанковский с/с был передан в Ермишинский район.
30 июля 1930 года Рязанский округ был упразднён и район отошёл в прямое подчинение Мособлисполкому.
В соответствии с постановлением от 26 сентября 1937 года из Московской области были выделены Тульская и Рязанская области. Кадомский район вошёл в состав вновь образованной Рязанской области.
С 1963 по 1965 годы, во время неудавшейся всесоюзной реформы по делению на сельские и промышленные районы и парторганизации, в соответствии с решениями ноябрьского (1962 года) пленума ЦК КПСС «о перестройке партийного руководства народным хозяйством», Кадомский район был упразднён, но в это время существовал территориально более крупный Кадомский сельский район Рязанской области.

## Население
| 1939   | 1959    | 1970    | 1979    | 1989    | 2002    | 2009  | 2010  | 2012  |
| ------ | ------- | ------- | ------- | ------- | ------- | ----- | ----- | ----- |
| 43 716 | ↘29 278 | ↘22 275 | ↘17 723 | ↘14 328 | ↘10 708 | ↘9217 | ↘8494 | ↘8226 |
| 2013   | 2014    | 2015    | 2016    | 2017    | 2018    | 2019  | 2020  | 2021  |
| ↘8048  | ↘7881   | ↘7736   | ↘7693   | ↗7706   | ↘7675   | ↘7575 | ↘7465 | ↗7658 |
| 2023   |         |         |         |         |         |       |       |       |
| ↘7386  |         |         |         |         |         |       |       |       |

### Урбанизация
Городское население (пгт Кадом) составляет 68,12 % населения района.

### Национальный состав
По итогам переписи населения 2020 года проживали следующие национальности (национальности менее 0,1 % и другое, см. в сноске к строке «Другие»):
| Национальность | Численность, чел. | Доля     |
| -------------- | ----------------- | -------- |
| Русские        | 7265              | 94,87 %  |
| Мордва         | 70                | 0,91 %   |
| Киргизы        | 57                | 0,74 %   |
| Таджики        | 33                | 0,43 %   |
| Татары         | 28                | 0,37 %   |
| Азербайджанцы  | 24                | 0,31 %   |
| Украинцы       | 21                | 0,27 %   |
| Узбеки         | 21                | 0,27 %   |
| Другие         | 139               | 1,83 %   |
| Итого          | 7658              | 100,00 % |

## Территориальное устройство
В рамках административно-территориального устройства, Кадомский район включает 1 посёлок городского типа и 4 сельских округа.
В рамках организации местного самоуправления, муниципальный район делится на 5 муниципальных образований, в том числе 1 городское и 4 сельских поселения.
| № | Муниципальное образование      | Административный центр | Количество населённых пунктов | Население (чел.) | Площадь (км²) |
| - | ------------------------------ | ---------------------- | ----------------------------- | ---------------- | ------------- |
| 1 | Кадомское городское поселение  | рабочий посёлок Кадом  | 7                             | ↘5101            | 176,93        |
| 2 | Восходское сельское поселение  | село Восход            | 15                            | ↘606             | 294,19        |
| 3 | Енкаевское сельское поселение  | село Енкаево           | 16                            | ↘533             | 112,53        |
| 4 | Котелинское сельское поселение | село Котелино          | 29                            | ↘594             | 278,82        |
| 5 | Кущапинское сельское поселение | деревня Кущапино       | 13                            | ↗644             | 134,72        |

## Населённые пункты
В Кадомском районе 80 населённых пунктов, в том числе 1 городской (пгт) и 79 сельских.
| №  | Населённый пункт        | Тип     | Население | Муниципальное образование      |
| -- | ----------------------- | ------- | --------- | ------------------------------ |
| 1  | Акбердеево              | деревня | ↘6        | Кущапинское сельское поселение |
| 2  | Амплеевка               | деревня | ↘1        | Котелинское сельское поселение |
| 3  | Богданово               | деревня | →0        | Восходское сельское поселение  |
| 4  | Болкино                 | деревня | ↘0        | Котелинское сельское поселение |
| 5  | Большая Пановка         | деревня | ↘0        | Котелинское сельское поселение |
| 6  | Большое Лунино          | деревня | ↘1        | Кадомское городское поселение  |
| 7  | Будаево                 | деревня | ↘37       | Восходское сельское поселение  |
| 8  | Варваровка              | деревня | ↘10       | Восходское сельское поселение  |
| 9  | Верки                   | деревня | ↘8        | Кущапинское сельское поселение |
| 10 | Винищи                  | деревня | ↘8        | Кущапинское сельское поселение |
| 11 | Вознесеновка            | деревня | ↘4        | Котелинское сельское поселение |
| 12 | Восход                  | село    | ↘323      | Восходское сельское поселение  |
| 13 | Выползово               | деревня | →0        | Восходское сельское поселение  |
| 14 | Высокие Сечи            | деревня | ↘17       | Восходское сельское поселение  |
| 15 | Гунаевка                | деревня | ↘0        | Котелинское сельское поселение |
| 16 | Давыдовка               | посёлок | ↘0        | Котелинское сельское поселение |
| 17 | Дарьино                 | посёлок | ↘342      | Котелинское сельское поселение |
| 18 | Енгазино                | деревня | ↘35       | Енкаевское сельское поселение  |
| 19 | Енкаево                 | село    | ↘151      | Енкаевское сельское поселение  |
| 20 | Еромчино                | деревня | ↘24       | Енкаевское сельское поселение  |
| 21 | Жданово                 | деревня | ↘0        | Енкаевское сельское поселение  |
| 22 | Желаево                 | деревня | ↘0        | Енкаевское сельское поселение  |
| 23 | Заулки                  | деревня | ↘74       | Кущапинское сельское поселение |
| 24 | Ивановка                | деревня | ↘24       | Котелинское сельское поселение |
| 25 | Игнатьево               | село    | ↘28       | Кущапинское сельское поселение |
| 26 | Ильиновка               | посёлок | →0        | Кадомское городское поселение  |
| 27 | Кадом                   | пгт     | ↘5031     | Кадомское городское поселение  |
| 28 | Кожухово                | деревня | ↘0        | Енкаевское сельское поселение  |
| 29 | Колетино                | деревня | ↘0        | Енкаевское сельское поселение  |
| 30 | Котелино                | село    | ↘175      | Котелинское сельское поселение |
| 31 | Кочемирово              | село    | ↘147      | Кущапинское сельское поселение |
| 32 | Красные Починки         | деревня | ↘5        | Енкаевское сельское поселение  |
| 33 | Криковка                | деревня | ↘1        | Котелинское сельское поселение |
| 34 | Крутец                  | деревня | ↘1        | Кадомское городское поселение  |
| 35 | Кулаевы Починки         | деревня | ↘1        | Кущапинское сельское поселение |
| 36 | Курмановы Починки       | деревня | ↘0        | Кущапинское сельское поселение |
| 37 | Кутуевка                | деревня | ↘0        | Котелинское сельское поселение |
| 38 | Кущапино                | деревня | ↗203      | Кущапинское сельское поселение |
| 39 | Липляйка                | деревня | ↘0        | Котелинское сельское поселение |
| 40 | Малая Пановка           | деревня | ↘8        | Котелинское сельское поселение |
| 41 | Малое Лунино            | деревня | →0        | Кадомское городское поселение  |
| 42 | Марьевка                | деревня | ↘8        | Кущапинское сельское поселение |
| 43 | Матча                   | село    | ↘18       | Восходское сельское поселение  |
| 44 | Муханов                 | посёлок | ↘32       | Кущапинское сельское поселение |
| 45 | Нижне-Никольск          | деревня | ↘53       | Котелинское сельское поселение |
| 46 | Никиткино               | деревня | ↘64       | Восходское сельское поселение  |
| 47 | Николаевка              | деревня | ↘9        | Кущапинское сельское поселение |
| 48 | Новая Галаховка         | деревня | ↘0        | Котелинское сельское поселение |
| 49 | Новое Высокое           | деревня | ↘0        | Котелинское сельское поселение |
| 50 | Новое Панино            | деревня | ↘0        | Котелинское сельское поселение |
| 51 | Новое Пошатово          | деревня | ↗66       | Енкаевское сельское поселение  |
| 52 | Новоселки               | село    | ↘123      | Восходское сельское поселение  |
| 53 | Новые Починки           | деревня | ↘4        | Енкаевское сельское поселение  |
| 54 | Октябрьское лесничество | посёлок | ↗16       | Восходское сельское поселение  |
| 55 | Панская                 | деревня | ↘3        | Котелинское сельское поселение |
| 56 | Петрикеевка             | деревня | ↘0        | Котелинское сельское поселение |
| 57 | Петрослободка           | деревня | ↘3        | Котелинское сельское поселение |
| 58 | Преображенка            | село    | ↘68       | Кадомское городское поселение  |
| 59 | Просяные Поляны         | село    | ↘12       | Восходское сельское поселение  |
| 60 | Пургасово               | село    | ↘24       | Енкаевское сельское поселение  |
| 61 | Раковка                 | деревня | ↘11       | Котелинское сельское поселение |
| 62 | Савино                  | деревня | ↘12       | Восходское сельское поселение  |
| 63 | Свободный               | посёлок | →7        | Восходское сельское поселение  |
| 64 | Семеновка               | деревня | ↘0        | Кадомское городское поселение  |
| 65 | Симушка                 | деревня | ↘0        | Котелинское сельское поселение |
| 66 | Соловьяновка            | село    | ↘25       | Котелинское сельское поселение |
| 67 | Старая Галаховка        | деревня | ↘2        | Котелинское сельское поселение |
| 68 | Старое Высокое          | деревня | ↘0        | Котелинское сельское поселение |
| 69 | Старое Панино           | деревня | ↘0        | Котелинское сельское поселение |
| 70 | Старое Пошатово         | село    | ↘0        | Енкаевское сельское поселение  |
| 71 | Старый Кадом            | село    | ↘105      | Енкаевское сельское поселение  |
| 72 | Сумерки                 | деревня | ↘76       | Кущапинское сельское поселение |
| 73 | Трубаковка              | деревня | 3         | Енкаевское сельское поселение  |
| 74 | Труфановы Поляны        | деревня | ↘6        | Восходское сельское поселение  |
| 75 | Чермные                 | село    | ↘184      | Котелинское сельское поселение |
| 76 | Чернышово               | село    | 0         | Енкаевское сельское поселение  |
| 77 | Четово                  | село    | ↘260      | Енкаевское сельское поселение  |
| 78 | Шмелевка                | деревня | ↘2        | Котелинское сельское поселение |
| 79 | Юзга                    | деревня | ↘2        | Котелинское сельское поселение |
| 80 | Ясная Поляна            | посёлок | ↘5        | Восходское сельское поселение  |

## Общая карта
Легенда карты:
|  | Более 5000 жителей |
|  | 200—500 жителей    |
|  | 100—200 жителей    |
|  | 50—100 жителей     |

## Транспорт
По западной оконечности района проходит автодорога Сасово — Ермишь, впоследствии выходящая за территорию области в сторону Арзамаса. Также райцентр связан двумя автодорогами с ближайшим городом — Сасово, находящимся в 60 км. Там же крупная одноимённая железнодорожная станция. Железные дороги в районе отсутствуют. Протекание по территории района реки Мокши обусловило в советский период наличие навигации в летнее время и создание малых пристаней и якорных стоянок. Но в нынешнее время потенциал реки не используется, судоходство отсутствует.
Существует беспересадочный автобусный маршрут Москва — Кадом.
Юго-восточную часть района пересекает магистральный газопровод высокого давления Ямбург — Тула.

## Известные уроженцы
См. также Категория:Родившиеся в Кадомском районе
- Козеев Д. М., Рогов Т. Е., Гранева Н. А., Нефедова У. Г. — первые комсомольские вожаки и активисты (1918).
- Алдошин, Сергей Михайлович (род. 1953, село Красные Починки) — российский учёный, специалист в области химической физики, кристаллохимии, химии твёрдого тела и квантовой химии, академик РАН
- Батышев, Иван Григорьевич, большевик, активный участник революции в Москве. В 1905 году приезжал на побывку к себе на родину, привозил нелегальную литературу и вел беседы среди населения.
- Батышев, Сергей Яковлевич (1915—2000), майор, командир батальона 545-го стрелкового полка, Герой Советского Союза. Доктор педагогических наук, профессор. Член — корреспондент АПН СССР (1968), действительный член АПН СССР (1974), действительный член РАО (1993).
- Богданов, Николай Владимирович (1906—1989), писатель, автор повести «Первая девушка» и рассказа «Вечера на укомовских столах», рассказывающих о комсомольских началах 20-х гг.
- Васильев, Александр Алексеевич, один из первых русских летчиков. Получил звание пилота-авиатора в 1910 году. Был победителем первого в России большого перелета Петербург-Москва (июль 1911 года). Летал в районах Нижнего Новгорода, Ашхабада, Мерв-Кушка. В Первую мировую войну был воздушным разведчиком. После 1917 года — командир одного из первых советских авиационных отрядов. Погиб в 1918 году.
- Дёргунов О. К., в 1904—1905 годах распространял листовки и нелегальную литературу. Имел связь с социал-демократической организацией в Касимове. В 1918 году входил в состав комитета бедноты.
- Жигирев, Гавриил Васильевич (1892—1951), революционер, участник взятия Зимнего дворца. Военный комиссар 4-го корпуса "Алтайской партизанской армии".
- Жмельков, Ефим Евлампиевич, звеньевой колхоза «Животновод», Герой Соц. Труда.
- Кадомский, Дмитрий Петрович (1868—1935), русский и советский военачальник, генерал-майор, участник русско-японской, 1-й мировой и гражданской войн
- Каприн, Дмитрий Васильевич (1921), гвардии капитан, командир эскадрильи 74-го гвардейского штурмового авиационного полка, Герой Советского Союза.
- Лощинина Татьяна Васильевна (1963), художник-искусствовед ЗАО «Скопинская керамика», заслуженный художник РФ, лауреат Государственной премии России
- Новиков, Юрий Васильевич
- Органов, Геннадий Иванович (1873—1937), земской врач, организатор больницы
- Органов, Михаил Геннадиевич (1902—1973), доктор геолого-минералогических наук, профессор, крупный учёный в области региональной и инженерной геологии.
- Прокофьев, Гавриил Михайлович (1907—1991), штурман дальней бомбардировочной авиации, Герой Советского Союза. (1937 — первый среди рязанцев), генерал-майор авиации (1943). В августе 1936 года в качестве штурмана воздушного корабля ТБ-3 участвовал в дальнем перелете Москва — Хабаровск.
- Рязанцева, Лидия Егоровна (урожд. Сергеева) (1939), полный кавалер ордена Трудовой Славы.
- Темляков, Дмитрий Андреевич (1924), полный кавалер ордена Славы
- Тимошин, Иван Антонович (1888 — ?), драматург, председатель колхоза «Луч» Рязанского района.
- Ханьшев Л. С., первый организатор Советской власти и военный комиссар.
- Хорин В. А., первый председатель сельсовета (1918 год).
- Черменский, Петр Николаевич (1884—1973), учёный-историк, краевед.
- Шмельков, Ефим Евлампиевич (1918—1973), Герой Социалистического Труда, механизатор колхоза «Животновод» Кадомского района.